# Khánh Thuận Công chúa
Khánh Thuận Công chúa (慶順公主, ? - 8 Tháng 9, 1407) là công chúa nhà Triều Tiên, con gái của Triều Tiên Thái Tổ và Thần Đức Vương hậu Khương thị, năm sinh không rõ, mất năm 1407.

## Cuộc sống
Bà là con gái thứ ba của Triều Tiên Thái Tổ, mẹ là Thần Đức Vương hậu Khương thị, sau bà còn có hai em trai cùng mẹ Phủ An quân Lý Phương Phần và Nghi An quân Lý Phương Thạc. Hạ giá lấy Hưng An quân (興安君) Lý Tế (李濟), một trong những Khai quốc Công thần nhà Triều Tiên. Thái Tổ Đại vương năm thứ 7, 1398, trong cuộc chiến tranh giành Vương vị của các anh trai và em trai bà, còn gọi là Mậu Dần Tĩnh xã (戊寅靖社), Lý Tế cùng Phương Phần và Phương Thạc bị Tĩnh An quân Lý Phương Viễn (sau là Triều Tiên Thái Tông) giết, bà trở thành góa phụ, không sinh được người con nào, chỉ nhận cháu của chồng là Lý Nhuận (李潤) làm con nuôi, xuất gia đi tu tại một ngôi chùa không lâu sau đó. 8 Tháng 9, 1407, bà qua đời.

## Gia quyến
Thân gia Toàn Châu Lý thị (全州 李氏) 
- Nội Tổ phụ: Hoàn Tổ Đại vương
- Nội Tổ mẫu: Ý Huệ Vương hậu Vĩnh Hưng Thôi thị
  - Phụ hoàng: Thái Tổ Đại vương
  - Đích mẫu: Thần Ý Vương hậu An Biên Hàn thị
    - Vương huynh: Định Tông Đại vương Lý Phương Quả
    - Vương huynh: Thái Tông Đại vương Lý Phương Viễn
- Ngoại Tổ phụ: Tương Sơn Phủ viện quân(象山府院君)·Văn Tranh Công(文貞公) Khương Doãn Thành (康允成)
- Ngoại Tổ mẫu: Tấn Sơn Phủ phu nhân Tấn Châu Khương thị (晉州 姜氏)
  - Thân mẫu: Thần Đức Vương hậu Cốc Sơn Khương thị (谷山 康氏)
    - Vương đệ: Phủ An Đại quân Lý Phương Phần
    - Vương đệ: Nghi An Đại quân Lý Phương Thạc

Tinh Châu Lý thị (星州 李氏)
- - Chương phụ: Tấn Hiện Quan Đại đề học (進賢冠大提學) Lý Nhân Lập (李仁立)
    - Phò mã: Khai quốc Công thần Hưng An quân Lý Tế (李濟, 1365 - 1398)
      - Dưỡng tử : Lý Nhuận (李潤), cháu của Lý Tế

## Trong văn hóa đại chúng
- Được diễn bởi Kim Na-u trong Nước mắt của Rồng KBS 1996
- Được diễn bởi Kim Na-ye trong Vương triều nhục dục 2015